# (21403) Haken
(21403) Haken (1998 FN58) – planetoida z pasa głównego asteroid okrążająca Słońce w ciągu 3,8 lat w średniej odległości 2,43 j.a. Odkryta 20 marca 1998 roku.